# 日宇駅
日宇駅（ひうえき）は、長崎県佐世保市日宇町にある、九州旅客鉄道（JR九州）佐世保線の駅である。
早岐駅から乗入れる大村線列車も利用が可能であるが、日中の大半の列車が早岐発着若しくは大村線直通であり、佐世保線江北方面へは早岐駅で乗換になることが多い。

## 歴史
- 1910年（明治43年）12月26日：鉄道院の駅として開設[2]。
- 1949年（昭和24年）11月1日：車扱貨物の扱開始[3]。
- 1962年（昭和37年）2月15日：貨物取扱廃止[2]。
- 1971年（昭和46年）10月20日：荷物扱い廃止[2][4]。無人駅化[5]。
- 1987年（昭和62年）4月1日：国鉄分割民営化に伴い、九州旅客鉄道（JR九州）の駅となる[2]。
- 2024年（令和6年）10月3日：ICカード「SUGOCA」の利用を開始[6][7]。

## 駅構造
島式ホーム1面2線を有する地上駅。側線が1本ある。ホームから離れたところに上屋のみの待合所があり、その角にホームに至る地下道への小さな入口がある。
無人駅。プラットホーム上に食券式自動券売機が設置されていたが、磁気式自動券売機に交換の上待合所の中に移設された。待合所内部には竹で作った「JR 日本最西端駅から二番目」の記念碑がある。

### のりば
| のりば | 路線      | 方向 | 行先                       | 備考               |
| ------ | --------- | ---- | -------------------------- | ------------------ |
| 1      | ■佐世保線 | 上り | 早岐・江北・佐賀・鳥栖方面 |                    |
| 1      | ■大村線   | 上り | 早岐・諫早・長崎方面       |                    |
| 2      | ■佐世保線 | 下り | 佐世保行き                 | 全列車佐世保止まり |

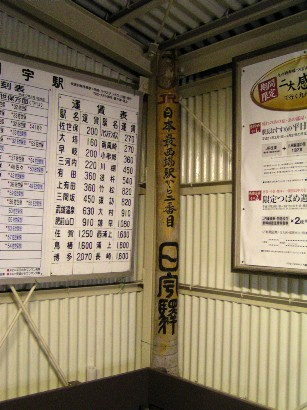
「JR 日本最西端駅から二番目」の記念碑（2005年3月）
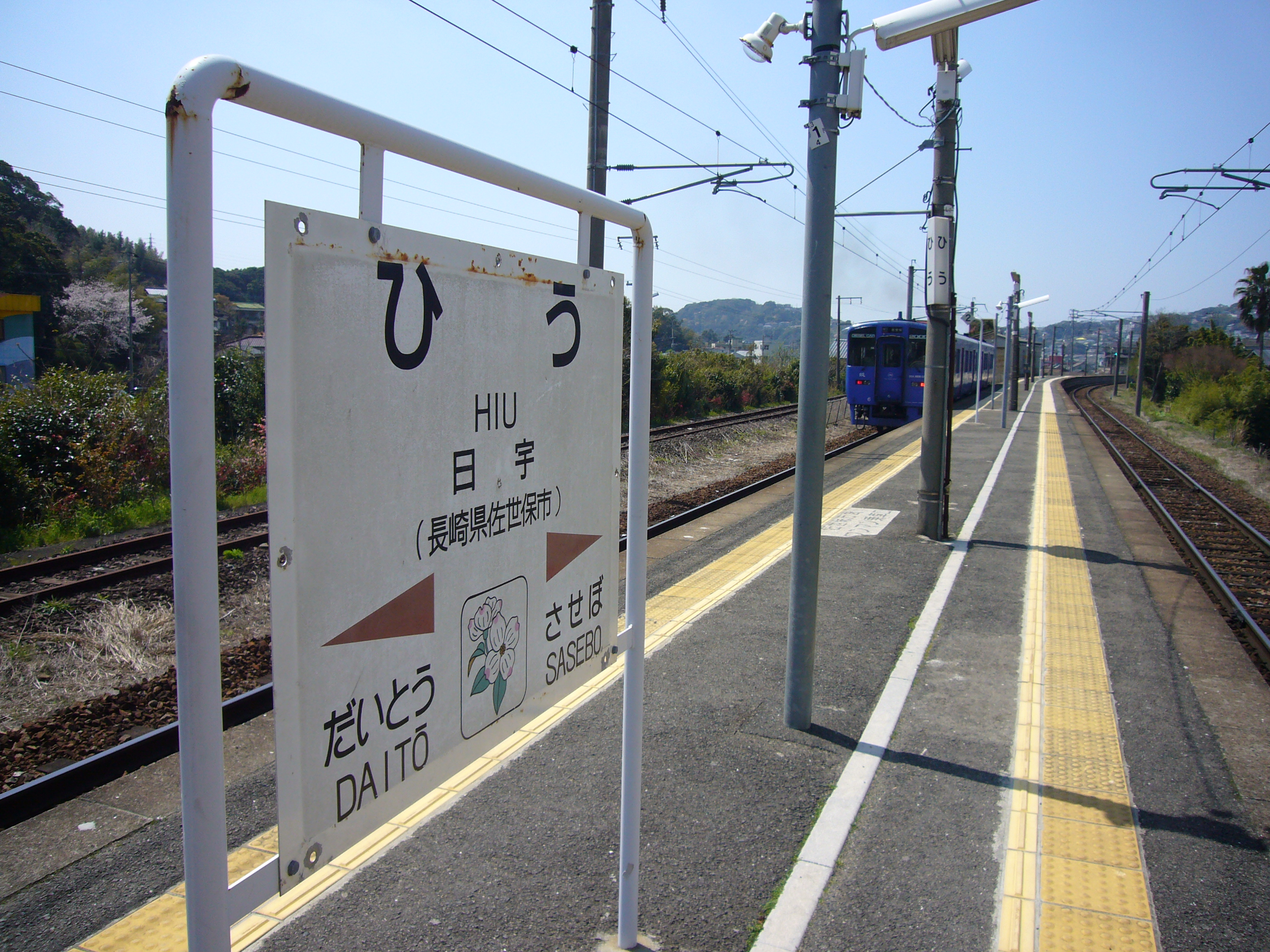
ホーム（2008年4月）
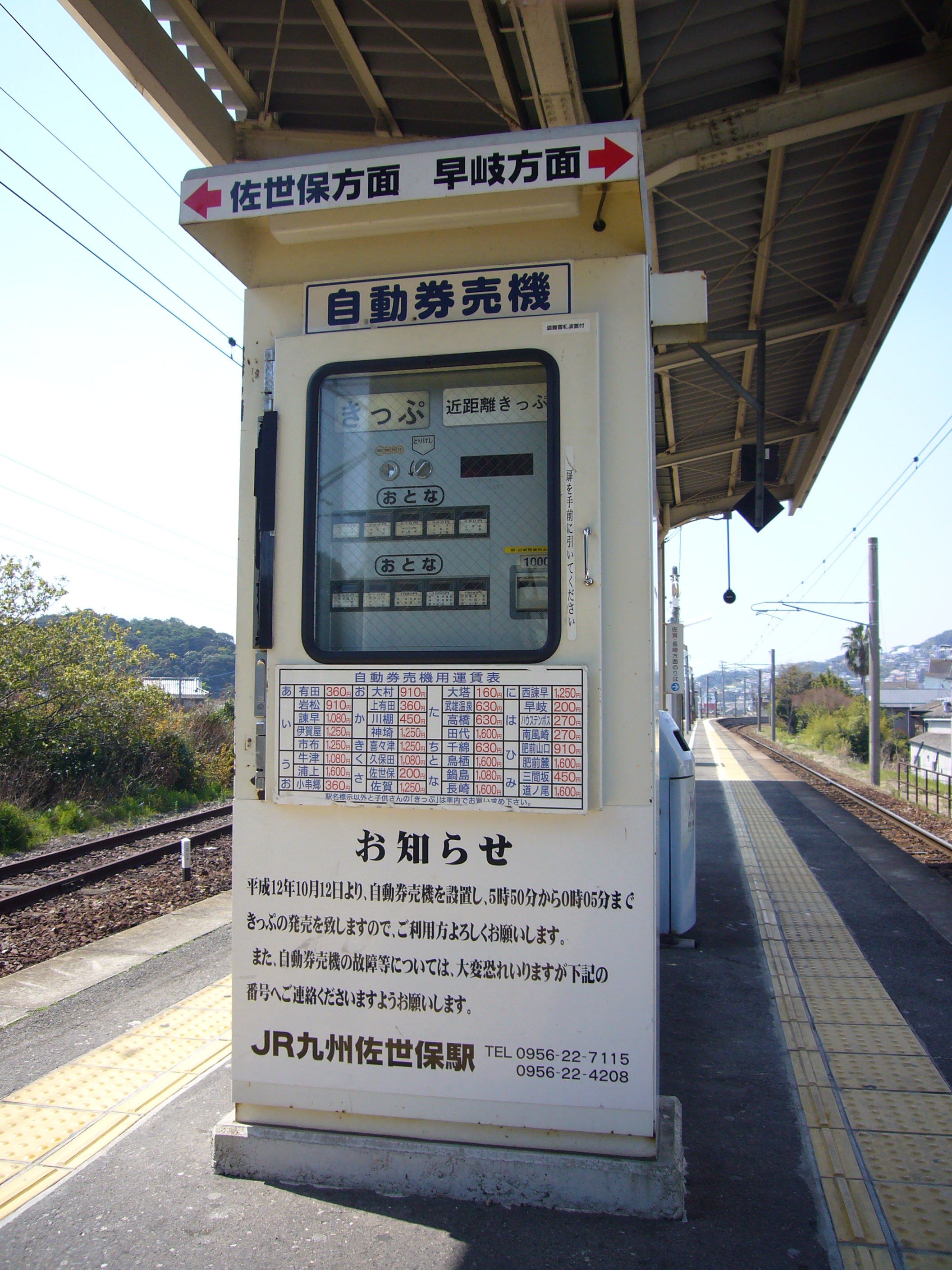
ホームに設置されていた時の自動券売機

## 利用状況
- 2023年度の1日平均乗車人員は445人である[8]。

| 乗車人員推移 | 乗車人員推移 |
| 年度         | 1日平均人数  |
| ------------ | ------------ |
| 2000         | 168          |
| 2001         | 183          |
| 2002         | 219          |
| 2003         | 253          |
| 2004         | 270          |
| 2005         | 279          |
| 2006         | 252          |
| 2007         |              |
| 2008         |              |
| 2009         |              |
| 2010         | 299          |
| 2017         | 417          |
| 2018         | 404          |
| 2019         | 419          |
| 2020         | 421          |
| 2021         | 366          |
| 2022         | 391          |
| 2023         | 445          |

## 駅周辺
- 国道35号
- 日宇郵便局
- 佐世保市役所日宇支所
- 十八親和銀行日宇支店
- 日宇川
- ジャパネットたかた本社
- 長崎県立佐世保南高等学校
- 佐世保工業高等専門学校
- 佐世保市立日宇中学校
- 佐世保市立日宇小学校
- 白岳神社

### バス路線
バス停「日宇駅前」
- 長崎 - 佐世保線
  - 長崎県営バス・西肥バス共同運行。
- 一般路線バス
  - 西肥バス（させぼバスも含む）運行。幹線と日宇バイパス経由線がここで分岐する。

## 隣の駅
九州旅客鉄道（JR九州）
■佐世保線
大塔駅 - 日宇駅 - 佐世保駅
■大村線（佐世保駅 - 早岐駅間は佐世保線）
■快速「シーサイドライナー」・■区間快速「シーサイドライナー」・■普通
佐世保駅 - 日宇駅 - 大塔駅